# Nazionale femminile di pallacanestro della Repubblica del Congo
La nazionale di pallacanestro femminile della Repubblica del Congo è la rappresentativa cestistica della Repubblica del Congo ed è posta sotto l'egida della Fédération Congolaise de Basketball.

## Piazzamenti

### Campionati africani
- 1970 - 7°
- 1993 - 9°

## Formazioni

### Campionati africani
Campionato africano femminile di pallacanestro 19934 Mampembe, 5 Gatsobeau, 6 Mafouta, 7 Mandozi, 8 Dalmeida, 9 Diabakana, 10 Ndjnga, 11 Bondoki, 12 Ngoko, 13 Gnondzeyi, 14 Biou, 15 Ossombi,        All. -